# Liriomyza irazui
Liriomyza irazui este o specie de muște din genul Liriomyza, familia Agromyzidae, descrisă de Spencer în anul 1983.
Este endemică în Costa Rica. Conform Catalogue of Life specia Liriomyza irazui nu are subspecii cunoscute.